# Beder Caicedo
Beder Julio Caicedo Lastra, noto semplicemente come Beder Caicedo (San Lorenzo, 13 maggio 1992), è un calciatore ecuadoriano, difensore dell'Orense.

## Carriera

### Nazionale
Ha esordito con la nazionale ecuadoriana il 16 novembre 2018 in occasione dell'amichevole vinta 2-0 contro il Perù.

## Palmarès

### Club

#### Competizioni nazionali
- Campionato ecuadoriano: 1

Independiente del Valle: 2021
- Copa Ecuador: 1

Independiente del Valle: 2022
- Supercoppa ecuadoriana: 1

Independiente del Valle: 2023

#### Competizioni internazionali
- Coppa Sudamericana: 1

Independiente del Valle: 2022
- Recopa Sudamericana: 1

Independiente del Valle: 2023